# Аллен (река)
Аллен (фр. Allaine) — река на западе Швейцарии (Юра) и на юго-востоке Франции (Бургундия — Франш-Конте). Левый приток реки Ду. Длина — 65 км. Площадь бассейна — 322 км².
Берёт начало у деревни Шармуай, в швейцарских горах Юра.
Аллен — река с зимним паводком, с декабря по март включительно максимум в январе-феврале. Самый низкий уровень воды в реке летом, в период с июля по сентябрь включительно.
Один из притоков Аллена — река Саворёз.